# OTR-21导弹
OTR-21「圓點」（羅馬化：operativno-takticheskiy raketnyy kompleks (OTR) "Tochka"）是一款蘇聯戰術彈道飛彈，其GRAU編號為9K79、北約代號為SS-21 "Scarab"（意爲“聖甲蟲”）。該導彈以9P129运输-起竖-发射一体车（TEL）載運，並使用慣性導航系統。

## 发展型号

### 圣甲虫A型
最初的圣甲虫A型于1975年在苏联军队服役。它可以携带以下三种弹头之一：
- 482 kg常规高爆弹头
- 破片弹头
- 核弹头

最小射程约为15公里，最大射程为70公里；其圆概率误差估计约为150米。

### 圣甲虫B型
改进型圣甲虫B型，即圆点-U型，于1989年推出。改进后将射程增加到120公里，圆概率误差低于95米。

### 圣甲虫C型
圣甲虫C型进一步将射程增加到185公里，而圆概率误差降低到小于70米。

## 使用國

### 當前使用國
亞美尼亞3+
 4
 白俄羅斯36
 保加利亚18
 12
 未知數量的KN-02毒蛇變體
 俄羅斯截至2019年，俄羅斯擁有24座發射器。声称退役，但是依然出现。
 乌克兰截至2022年，烏克蘭擁有100-150座發射器
 叙利亚
 葉門未知數量。

### 前使用國
捷克斯洛伐克傳給後繼國家。
 捷克從捷克斯洛伐克繼承，退役。
 东德傳給德國。
 德国退役。
 波蘭4個於2005年退役，因為缺乏火箭和維修零件。
 北也門
 斯洛伐克從捷克斯洛伐克繼承了一小部分，全部退役。
 苏联傳給各前蘇聯加盟共和國。

## 外部連結
- CSIS Missile Threat SS-21 （页面存档备份，存于）
- CSIS Missile Defense Project - The Missile War in Yemen （页面存档备份，存于）
- SS-21 Scarab article on Warfare.ru
- Tochka-U Video （页面存档备份，存于）
- SS-21 Scarab (9K79 Tochka) （页面存档备份，存于）
- （俄語） OTR Tochka （页面存档备份，存于）